# Angelo Colagrossi

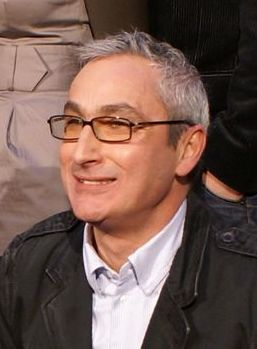
Angelo Colagrossi (2008)

Angelo Colagrossi (* 19. März 1960 in Rom) ist ein italienischer Autor und Regisseur.

## Leben
Colagrossi lebt seit 1989 in Deutschland; 1992 drehte er als Autor und Co-Regisseur seinen ersten Kinofilm Kein Pardon. Von 1993 bis 1996 war er Produzent und Autor mehrerer TV-Comedyserien. Als Co-Autor verfasste er zusammen mit Achim Hagemann und Hape Kerkeling die Comedyserie Total normal, die zahlreiche Auszeichnungen erhielt. 1998 schrieb Angelo Colagrossi für den ARD-Fernsehfilm Die Oma ist tot das Drehbuch und führte Regie. 2001 produzierte er den Kinofilm Alles wegen Paul; er schrieb dafür das Drehbuch und führte ebenfalls Regie. Als Co-Produzent und Regisseur drehte er 2004 den Kinofilm Samba in Mettmann. Gemeinsam mit Hape Kerkeling und Angelina Maccarone ist er Co-Autor des Hörspiels Ein Mann ein Fjord. Für die Verfilmung von Ein Mann, ein Fjord! schrieb er am Drehbuch mit, war Produzent und führte Regie. Im August 2009 kam der Film Horst Schlämmer – Isch kandidiere! in die deutschen Kinos, bei dem Colagrossi das Drehbuch mitgeschrieben hatte, die Regie führte und den er ebenfalls produzierte. Am 17. Dezember 2010 strahlte RTL die Show Hapes zauberhafte Weihnachten aus, bei der Colagrossi als Produzent und Autor tätig war, und nahm dafür den Deutschen Comedypreis 2011 entgegen.
2012 als Co-Produzent für Türkisch für Anfänger erhielt er den Deutschen Comedypreis 2012. 2013 schrieb und produzierte er das Hörbuch und den Film Liebe ist nicht wichtig.
Sein Buch Herr Blunagalli hat kein Humor ist 2009 im Rowohlt Verlag erschienen. 2011 veröffentlichte er seinen Roman Kartoffeln al dente im Langenscheidt Verlag. Im März 2017 erschien sein Buch Herr Blunagalli auf großer Kreuzfahrt bei der Münchner Verlagsgruppe GmbH.
Colagrossi lebte jahrzehntelang mit Hape Kerkeling in Düsseldorf und Berlin bis zur Trennung im März 2011.

## Filmografie
- 1990–1991: Total normal (Fernsehreihe, Drehbuch)
- 1993: Kein Pardon (Drehbuch & Co-Regie)
- 1994: Cheese (Fernsehreihe, Drehbuch & Produktion)
- 1996: Willi und die Windzors (Fernsehfilm, Co-Regie)
- 1998: Die Oma ist tot (Fernsehfilm, Drehbuch & Regie)
- 2001: Hape's 1/2 Stunden (Fernsehsendung, Drehbuch & Produktion)
- 2001: Alles wegen Paul (Buch, Regie & Produktion)
- 2004: ARD Gala (Fernsehshow BUch)
- 2004: Samba in Mettmann (Buch, Regie & Co-Produktion)
- 2008: Ein Mann, ein Fjord! (Fernsehfilm, Buch, Regie & Produktion)
- 2009: Horst Schlämmer – Isch kandidiere! (Buch, Regie & Produktion)
- 2011: Hapes zauberhafte Weihnachten (FSrnsehshow, Buch & Produktion)
- 2012: Türkisch für Anfänger (Co-Produktion)
- 2013: Liebe ist nicht wichtig (Buch, Regie & Produktion)

## Hörbücher
- Ein Mann ein Fjord. (2006) – tacheles! roof music – Buch/Regie
- Amore und so’n Quatsch. (2008) – tacheles! roof music – Buch
- Liebe ist nicht wichtig. (2013) – iTunis/Amazon – Buch/Regie

## Bücher
- Kein Pardon. (1993) – Knaur Verlag, ISBN 978-3-426-60214-0
- Ein Mann, ein Fjord. (2008) – Piper Verlag, ISBN 978-3-492-05287-0
- Herr Blunagalli hat kein Humor. (2009) – Rowohlt Verlag, ISBN 978-3-499-62591-6
- Kartoffeln al dente: Andrea lernt Deutsch. (2011) – Langenscheidt Verlag, ISBN 978-3-468-73837-1
- Herr Blunagalli auf großer Kreuzfahrt (2017) – LAGO Imprint der Münchener Verlagsgruppe, ISBN 978-3-95761-172-7

## Auszeichnungen
- 2007 Gold für Ein Mann, ein Fjord. Hörbuch.
- 2009 Nominiert für den Deutschen Comedypreis für den besten Film Ein Mann, ein Fjord.
- 2011 Deutscher Comedypreis für Hapes zauberhafte Weihnachten.
- 2012 Deutscher Comedypreis für Türkisch für Anfänger.
- 2012 Bambi für Türkisch für Anfänger.